# Relações entre Brasil e Eslovênia
As relações entre Brasil e Eslovênia (em esloveno:  Odnosi med Slovenijo in Brazilijo) referem-se às relações bilaterais entre o Brasil e a Eslovênia. Ambas os países são membros das Nações Unidas.

## História
O Brasil reconheceu oficialmente a Eslovênia em 24 de janeiro de 1992, tornando-se um dos primeiros países fora da Europa a reconhecer a independência da República da Eslovênia. As relações bilaterais foram estabelecidas a 21 de dezembro do mesmo ano. O Brasil nomeou seu primeiro embaixador não residente baseado em Viena, Áustria, na Eslovênia em 1994.
Em 2008, Danilo Turk fez uma visita oficial ao Brasil no contexto da preparação da Cúpula UE-América Latina, tornando-o o primeiro presidente esloveno a fazer uma visita oficial ao Brasil. No mesmo ano, o Brasil abre uma embaixada em Ljubljana . Em 2009, a Universidade Federal do Rio de Janeiro e o Instituto Nacional de Biologia da República da Eslovênia firmaram um Acordo Geral para intercâmbio de docentes, alunos e corpo técnico-administrativo e atividades de ensino, pesquisa e extensão.
A Eslovênia abriu sua embaixada em Brasília em 2010, que também é credenciada aos países vizinhos Bolívia, Colômbia, Equador e Venezuela.   A presença de imigrantes eslovenos no Brasil é relativamente pequena, mas significativa.